# Oberschwäbisches Hügelland

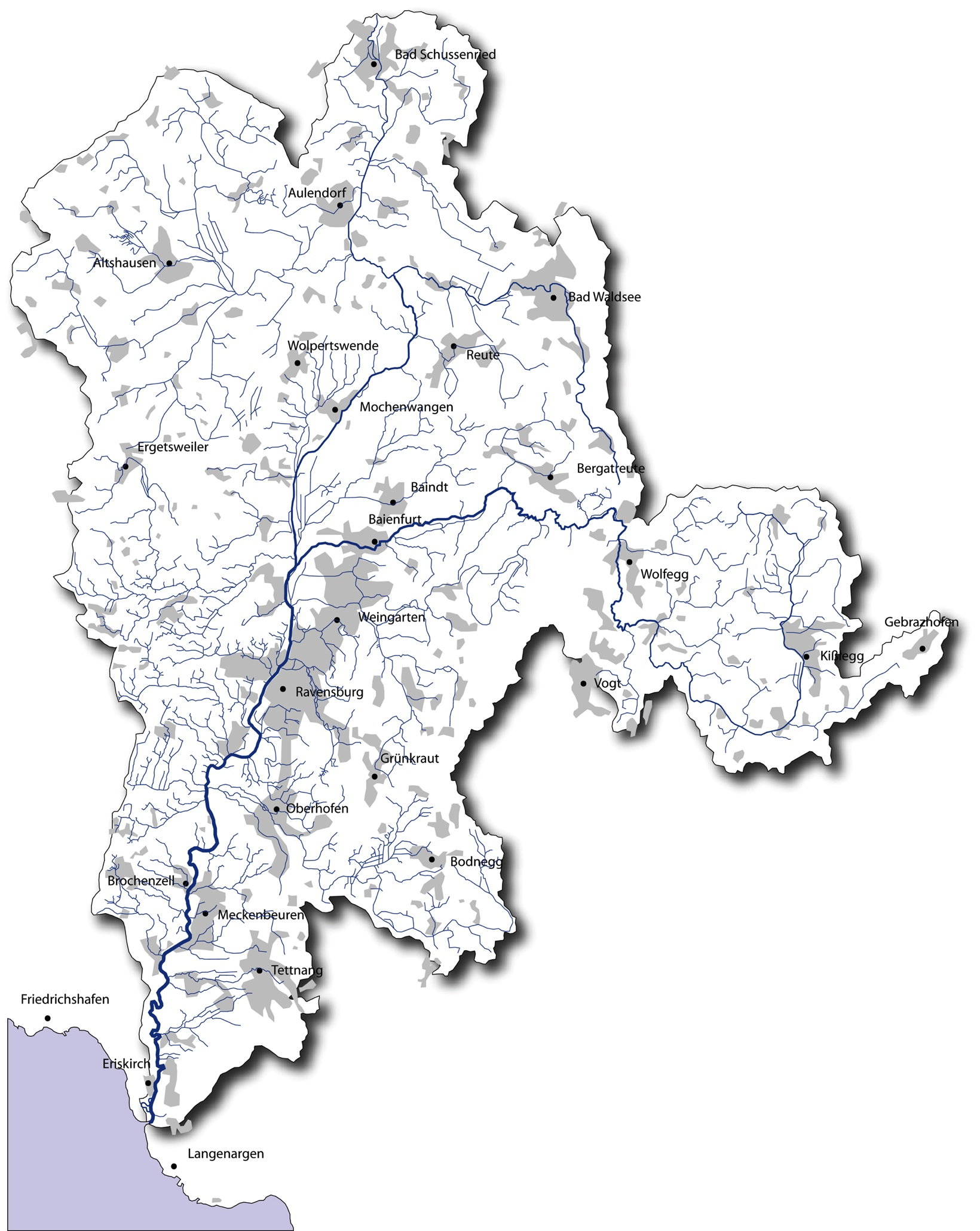
Das Einzugsgebiet der Schussen – der Ostteil ab Wolfegg (Zungenbecken von Kißlegg) und das Schussenbecken im Süden gehören nicht zum Oberschwäbischen Hügelland.

Das Oberschwäbische Hügelland ist eine glazial geprägte Landschaft im Südosten des deutschen Landes Baden-Württemberg. In der Systematik des Handbuchs der naturräumlichen Gliederung Deutschlands, die vom Landesamt LUBW aktualisiert übernommen wurde, bildet es die naturräumliche Haupteinheit 032 im Voralpinen Hügel- und Moorland  (Haupteinheitengruppe und Großregion 2. Ordnung 03, südliches Alpenvorland).

## Lage
Das Oberschwäbische Hügelland liegt zwischen dem Bodenseebecken im Süden, dem Hegau im Südwesten, den Donau-Ablach-Platten im Norden, den Riß-Aitrach-Platten im Nordosten und dem Westallgäuer Hügelland im Südosten. Das 932 km² große  Gebiet erstreckt sich über Teile des Bodenseekreises sowie der Landkreise Biberach, Ravensburg und Sigmaringen.
Ein Großteil der Landschaft gehört über den Bodensee zum Wassereinzugsgebiet des Rheins, ein kleiner Teil entwässert nach Norden in die Donau.

## Landschaftscharakteristik
Beim Oberschwäbischen Hügelland handelt es sich um eine glaziale Jungmoränenlandschaft, die nach Westen, Norden und Osten von Endmoränenbögen umschlossen ist. Westlich ihres Zentrums wird die Landschaft durch das Oberlinzgauer Bergland mit den Höhenzügen Höchsten, Heiligenberg und Gehrenberg geteilt, die nach Norden durch die Altmoränen der Denkinger Platte abgedacht werden. In den Höchsten eingelagert ist das Illmenseebecken mit dem Ilmensee und dem Ruschweiler See, das in die Andelsbacher Rinne nach Norden in Richtung Denkingen und Pfullendorf, letzterer Ort bereits knapp außerhalb, entwässert. Nach Süden entwässert die Deggenhauser Aach, deren Oberlauftal Höchsten und Heiligenberg trennt.
Das Oberlinzgauer Hügelland, das westlich der Kernhöhenzüge liegt, entwässert über die Linzer Aach nach Süden. Im Zentrum liegt das kleine Großschönacher Zungenbecken bei Großschönach, weiter westlich liegt der Ort Herdwangen.
Deutlich größer und vielfältiger ist der Ostteil der Landschaft, das Wilhelmsdorf-Waldseer Hügelland. Unmittelbar östlich von Höchsten und Denkinger Platten liegt das Wilhelmsdorfer Zungenbecken bei Wilhelmsdorf mit dem Pfrunger Ried nordwestlich des Ortes, das nach Norden zur Ostrach entwässert. Nach Osten wird das Becken durch das Rinkenburger Hügelland mit dem Berg Rinkenburg verriegelt.
Östlich an das Rinkenburger Hügelland schließt sich, von nun an alles im Einzugsgebiet der nach Süden entwässernden Schussen, das Becken von Altshausen-Waldsee an. In Nord-Süd-Richtung wird das Becken zentral durch einen sich nordöstlich ziehenden Ausläufer des Rinkenburger Hügellands sowie die von den Donau-Ablach-Platten im Norden abzweigende, ebenfalls zur Gesamtlandschaft gehörige Atzenberger Höhe verengt; hierdurch zerfällt es in einen Westflügel mit Altshausen und dem Schreckensee und einen Ostteil mit Bad Waldsee am Ostrand und Bad Schussenried am Nordrand. Der Ostflügel wird sehr eindrucksvoll durch einen gratartigen Jungendmoränenbogen umsäumt, der Schussenried von West über Nord nach Ost umkreist und sich dann nach Süden entlang Waldsees bis zum Weiler Gaishaus (nördlich von Alttann) zieht – die Jungendmoränen von Schussenried-Waldsee. Sie überragen sowohl das Becken als auch die Altmoränenlandschaften, von denen sie es abgrenzen, deutlich.
Nach Süden wird der Ostflügel des Beckens durch den Altdorfer Wald abgeriegelt, wobei Altdorf ein älterer Name für Weingarten ist. Zusammen mit dem Rinkenburger Hügelland rahmt der Altdorfer Wald das zum Bodenseebecken gehörige Schussenbecken, in dem Weingarten und Ravensburg liegen.

## Naturräumliche Gliederung
In der ersten Lieferung des Handbuchs der naturräumlichen Gliederung Deutschlands im Jahr 1953 wurde das Oberschwäbische Hügelland als naturräumliche Haupteinheit 032 ausgewiesen, das nach jener Grenzziehung eine Fläche von 1060,1 km² hatte. In der Feingliederung 1:200.000 des Westteils auf Blatt 186 Konstanz durch Alfred G. Benzing im Jahr 1964 wurde die Landschaft im Westen um das Stockacher Bergland reduziert, das Teil der Haupteinheit 030 Hegau wurde.
Erst im Jahr 1991 fand die entsprechende Feingliederung des Ostteils auf Blatt 187/193 Lindau/Oberstdorf durch Hansjörg Dongus statt. Dongus interpretierte die Hierarchien etwas um und fasste die Haupteinheiten 030 bis 033 zu nur einer Haupteinheit 030 Bodensee-Jungmoränenland zusammen, in der die meisten „alten“ Haupteinheiten zu Untereinheiten (eine Nachkommastelle) wurden, im Falle des Oberschwäbischen Hügellandes ausnahmsweise deren zwei.
Als die Landesanstalt für Umwelt, Messungen und Naturschutz Baden-Württemberg (LUBW) in den unmittelbar folgenden Jahren versuchte, die an den Berührungsstellen oftmals konträren Einzelblätter ihres Bundeslandes zu einer kohärenten Gliederung in Haupteinheiten zusammenzufassen, übernahm sie zwar die Naturraumgrenzen weitgehend von Dongus (im Westen von Benzing), benannte die Einheit jedoch wieder wie ursprünglich. Sie ermittelte für die Gesamtlandschaft in den aktualisierten Grenzen eine Fläche von 932 km².

### Feingliederung
Folgendermaßen gliedert sich das Oberschwäbische Hügelland nach den Blättern Konstanz und Lindau:
- (zu 03 Subalpines Jungmoränenland = Voralpines Hügel- und Moorland)
  - 032 (LUBW, Handbuch) Oberschwäbisches Hügelland 
= 032 Heiligenberg-Waldseer Berg- und Hügelland (Benzing) = 030.2–3 (Dongus)
    - 032.0 Oberlinzgauer Hügelland (Benzing)
      - 032.00 Schönach-Taisersdorfer Aach-Tobel (Benzing)
        - (Zentrum von 032.00) Großschönacher Zungenbecken (Dongus)

      - 032.01 Selgetsweiler-Aach-Linzer Moorsenke (Benzing)
        - (Westen von 032.01) Selgetsweiler-Hippetsweiler Jungendmoränen
        - (Osten von 032.01) Aach-Linzer Moorsenke

      - Jungendmoränen von Aftholderberg–Kleinstadelhofen–Echbeck (Dongus) 
= äußerster Westrand von 32.12 Denkinger Platten (Benzing)

    - 032.12 Denkinger Platten (Benzing) – Altmoränenplatten bei Denkingen
      - (Obere) Andelsbachrinne (Dongus) – trennt drei Altmoränenplatten voneinander.

    - 030.2 (Ostteil) Nördliches Bodensee-Jungmoränenland (Dongus) 
= Wilhelmsdorf-Waldseer Hügelland (frei nach Dongus und Benzing)
      - 030.22 (Östliche) Jungendmoränen von Pfullendorf, genauer: Jungendmoränen von Kalkreute-Judentenberg = Nordteil von 32.11 (Benzing)
      - 030.23 (W) Jungendmoränen des Wagenharts (nach Dongus)
= 032.10 Saulgauer Endmoränengebiet im kleinen Randbereich von Blatt 179 Ulm (Hans Graul 1952)[7]
      - 030.23 (O) Atzenberger Höhe (nach Dongus)
      - 030.24 (+ äußerster Osten von 030.23) Jungendmoränen von Schussenried-Waldsee (Dongus, Nordwestgrenze und Name nach Graul)
= 032.00 Schussenried-Waldseer Endmoränengebiet im kleinen Randbereich von Blatt 179 Ulm (Hans Graul 1952)[7]
      - 030.26 Wilhelmsdorfer Zungenbecken und Pfrunger Ried – Wilhelmsdorf im Zentrum, südöstlich des Rieds
        - Pfrunger Ried

      - 030.27 Rinkenburger Hügelland – nach dem Berg Rinkenburg
      - 030.28 Becken von Altshausen-Waldsee – Altshausen und Schreckensee im West- und Waldsee im Ostflügel
      - 030.29 Altdorfer Wald – nördlich, östlich und südöstlich Altdorfs = Weingartens
        - 030.290 Röschenwald
        - 030.291 Tobel von Durlesbach
        - 030.292 Kümmerazhofer Wald
        - 030.293 Tobel der Wolfegger Ach
        - 030.294 Südlicher Altdorfer Wald
        - 030.295 Erbisreuter Moorsenke

    - 030.3 Höchstenbergland (Dongus) 
≈ 32.1 Oberlinzgauer Bergland (Heiligenberg-Höchster-Gehrenberg-Bergland) (Benzing)
      - 030.30 Gehrenberg
≈ Süden von 32.10 Gehrenberg (Benzing)
      - 030.31 Heiligenberg (Dongus)
≈ 32.11 Heiligenberg (Benzing)[8]
      - 030.32 Tobel von Deggenhausen
≈ Zentrum von 32.10 an der Deggenhauser Ach (Benzing)
      - 030.33 Höchsten (Dongus)[9]
      - 030.34 Illmenseebecken – mit Illmensee und Ruschweiler See

### Diskrepanzen zwischen Dongus, Benzing und Graul
Speziell im Oberschwäbischen Hügelland passen die Blätter Konstanz und Lindau nur mäßig aneinander. Zum einen ist die 27 Jahre jüngere Gliederung von Dongus auf Blatt Lindau deutlich feiner als die von Benzing auf Blatt Konstanz, zum anderen differieren die Schwerpunkte etwas. Hansjörg Dongus trennt auf allen drei von ihm spät (erst in den 1990ern) bearbeiteten Blättern sehr strikt Alt- von Jungmoränen und nimmt dabei auch zuweilen in Kauf, dass die Naturräume jeweils nicht einfach zusammenhängend sind – was eigentlich den Konventionen des Instituts für Landeskunde widerspricht. Das Kerngebiet der Einheit 032.12 Denklinger Platte des Nachbarblattes, das in der Hauptsache aus Altmoränenplatten besteht, will Dongus aus ökologischen Gründen zur nördlichen Nachbareinheit 040.301 Andelsbachplatten (Haupteinheit Donau-Ablach-Platten) gliedern:

„Auf Blatt Konstanz muß daher die nördliche Grenzlinie der Jungendmoräne gegen die Ablachplatten am Rande der Schmelzwasserrinnen bis Langgassen nach SO einspringen und erst von Langgassen an wieder nach N bis zum Weiler Hahnennest ziehen, wo der westliche Wagenhart anfängt. Dadurch kommt die Falkenplatte als Altmoränenland zu den Ablachplatten (040.301).Die südliche bzw. östliche Jungmoränengrenze verläuft von Tautenbronn über Egg nach Großstadelhofen–Hilpensberg–Buhlen–Echbeck und tritt östlich davon auf Blatt Lindau-Oberstdorf über.“

Dongus ist hier allerdings etwas unpräzise. Denn nicht nur der Falken östlich Denkingens ist Altmoränenplatte mit entsprechenden Böden, sondern auch die von ihm als Jungendmoränen im Text aufgeführten Waldungen/Höhenzüge Kapf/Grauwald, Malaien und Hohenreute. Die das Oberlinzgauer Hügelland von Nordosten einrahmenden Jungendmoränen liegen an der Westabdachung von Grauwald und Hohenreuthe, die Orte Aftholderberg und Kleinstadelhofen liegen direkt auf ihnen. Auch zeichnet Dongus auf seinem Blatt Lindau die Altmoränengrenze am Falkenberg gar nicht ein, obwohl sie bei Zoznegg und südlich davon klar in den Blattbereich reicht – erst Judentenberg und der Sturmberg (769,5 m) südlich des Weilers liegen auf den Jungmoränen.
Dongus meint mit den Jungendmoränen von Pfullendorf sowohl die auf seinem Blatt liegenden, das Wilhelmsdorfer Zungenbecken nordwestlich einrahmenden als auch die sich von westlich Pfullendorfs nach Südosten ziehenden. Sie sind jedoch am Andelsbach, wo die von ihm namentlich erwähnte Andelsbachrinne sich durch die Denkinger Platten zieht, unterbrochen. Konsequenterweise und dem Relief entsprechend müsste sich Dongus' Einheit Ilmenseebecken im Norden an der L 201 b (Straße von Ruschweiler nach Denkingen) bis zur Altmoränengrenze nördlich des Weilers Gampenhof ziehen, wo die (obere) Andelsbachrinne beginnt und die Jungendmoränen unterbrochen werden.
Die (obere) Andelsbachrinne nimmt als (trockene) Nebenrinne die des Malaientals auf, die den Höhenzug Malaien von der Hohenreute und ihren nordwestlichen Fortsetzungen trennt.
LUBW folgt nicht Dongus' Vorschlag und belässt die Denkinger Platten komplett im Oberschwäbischen Hügelland. Für dieses spricht wohl, dass der Falkenberg orographisch direkt an die Höchsten-Abdachungen anschließt und andererseits wiederum von den Ablachplatten durch würmeiszeitliche Rinnen getrennt ist.
Im Westen zöge Dongus die Grenze der Einheit 030.2 entlang des Tals der Stockacher Ach, wodurch der größere Teil des Stockacher Berglands hinzu käme. Dagegen spräche wohl, dass die Endmoränen bei Selgetsweiler rechtwinklig in Richtung Westen abbiegen und der Nordosten des Stockacher Berglands insgesamt geologisch und im Relief andersartig ist.
Die nordöstlichsten Moränenbögen des Oberschwäbischen Hügellandes greifen auch in kleinen teilen auf Blatt 179 Ulm über, das Hans Graul bereits im Jahr 1952 erstellt hatte. Sieht man von der konträren Nummerierung ab, gibt es auch Unterschiede in Namensgebung und Grenzziehung. Graul nennt die bei Bad Schussenried auf sein Blatt vordringenden Jungendmoränen Schussenried-Waldseer Endmoränengebiet. Das heißt insbesondere, dass er den kompletten gratartigen Endmoränenbogen, der im Südosten bei Gaishaus beginnt, sich dann nach Norden über unmittelbar östlich Bad Waldsees zieht, um dann bogenförmig im Gegenuhrzeigersinn Schussenried einzurahmen und westlich der Stadt zu enden, als eine Einheit sieht. Damit würde Graul Dongus' Einheit 030.24 Jungendmoränen von Waldsee um den äußersten Osten von dessen Einheit 030.23 ergänzen würde. Das scheint schon insofern schlüssig, als dieser Moränenbogen – anders als praktisch alle anderen Endmoränenzüge des Gebiets  – gratartig verläuft und insbesondere die Landschaften beiderseits deutlich überragt.
Dongus' Einheit 030.23 Jungendmoränen des Wagenharts und der Atzenberger Höhe ist auch in anderer Hinsicht etwas problematisch. Während nämlich die Atzenberger Höhe ein tertiärer Höhenzug innerhalb der jungglazialen Landschaft ist, dem nur im Norden Jungendmoränen aufsitzen, ist der Wagenhart in der Hauptsache eine Altmoränenplatte der Donau-Ablach-Platten; nur sein schmaler südlicher Randsaum – der freilich die höchsten Erhebungen des Höhenzugs aufweist – besteht aus Jungendmoränen und gehört zum Oberschwäbischen Hügelland. Nicht minder problematisch ist die Bezeichnung Saulgauer Endmoränengebiet auf Blatt Ulm für die Endmoränen am Rande des Wagenharts – denn Bad Saulgau liegt bereits deutlich im Altmoränengebiet.

## Entstehung
In der Würm-Eiszeit, vor etwa 20.000 Jahren, prägte der Rhein-Vorlandgletscher die Landschaft. Die Drumlins stellen hier heute eine typische Geländeform dar. Das Oberschwäbische Hügelland gehört zu der von glazialen Becken, Seen und Mooren durchsetzten Jungmoränenlandschaft des Voralpinen Hügellandes. Im Bereich der Grundmoränen herrschen Lehme und sandige Lehme vor, in den Schmelzwasserrinnen Kiese und Sande.

## Erhebungen
Folgende Erhebungen liegen in den verschiedenen Teillandschaften des Oberschwäbischen Hügellandes 
(nach der Himmelsrichtung bezeichnet Westteil das Oberlinzgauer Hügelland im Westen, Zentralteil das Oberlinzgauer Bergland im Zentrum und Ostteil das Wilhelmsdorf-Waldseer Hügelland im Osten):
- Höchsten (837,8 m) – eigener Naturraum, Zentralteil
- Heiligenberg (gut 810 m) – eigener Naturraum, Zentralteil
- Galgenberg (776,6 m) – (Südlicher) Altdorfer Wald, Ostteil
- namenlose Kuppe zwischen Hattenweiler und Echbeck (gut 775 m) – Jungendmoränen von Aftholderberg–Kleinstadelhofen–Echbeck, Westteil
- Sturmberg (769,5 m) – (östliche) Jungendmoränen von Kalkreute-Judentenberg, Ostteil
- Gehrenberg (754,3 m) – eigener Naturraum, Zentralteil
- Berg bei Horgenzell-Wechsetsweiler (731,9 m) – (nördliches) Rinkenburger Hügelland, Ostteil
- Buchhalde bei Owingen-Hedertsweiler (729,1 m) – (südwestlicher) Schönach-Taisersdorfer Aach-Tobel, Westteil
- namenlose Kuppe bei Unterwaldhausen-Bauhof (729 m) – Rinkenburger Hügelland, Ostteil
- Rinkenburg (725,6 m) – Rinkenburger Hügelland, Ostteil
- Blasiberg bei Bad Waldsee-Oberurbach (725 m) – Jungendmoränen von Schussenried-Waldsee, Ostteil
- Atzenberger Höhe (706,5 m) – eigener Naturraum, Ostteil
- namenlose Kuppe bei Hüttenreute (697,9 m) – Jungendmoränen des Wagenharts, Ostteil
- Letze bei Selgetsweiler (697,9 m) – (südliche) Selgetsweiler-Hippetsweiler Jungendmoränen, Westteil
- namenlose Kuppe bei Rothenlachen (696,3 m) – (nördliche) Selgetsweiler-Hippetsweiler Jungendmoränen, Westteil
- Bergatreuter Forst (628,2 m) – Kümmerazhofer Wald, Altdorfer Wald, Ostteil
- Hasenberg bei Fronreute-Baienbach (620,7 m) – (äszliches) Rinkenburger Hügelland, Ostteil
- Röschenwald (576,1 m) – eigener Unternaturraum, Altdorfer Wald, Ostteil

Der zweiteilige Jungmoränenbögen, der die westliche und die östliche Teillandschaft von nördlichen Richtungen einschließt und bei Langgassen vom Übergang des Illmenseebeckens in die Andelsbachrinne unterbrochen wird, erreicht fast überall um 700 m und im Zentrum, an der Nordabdachung des Höchsten, sowie im äußersten Südosten, am Höhenschwerpunkt des Südlichen Altdorfer Waldes, sogar 770 m. Höhen um 730 m finden sich darüber hinaus vereinzelt im zentralen und nördlichen Rinkenburger Hügelland im Ostteil, an der Nahtstelle zum Hegau bzw. zum Stockacher Bergland im äußersten Südwesten sowie an den Jungendmoränen von Schussenried-Waldsee im äußersten Osten.

## Schutzgebiete

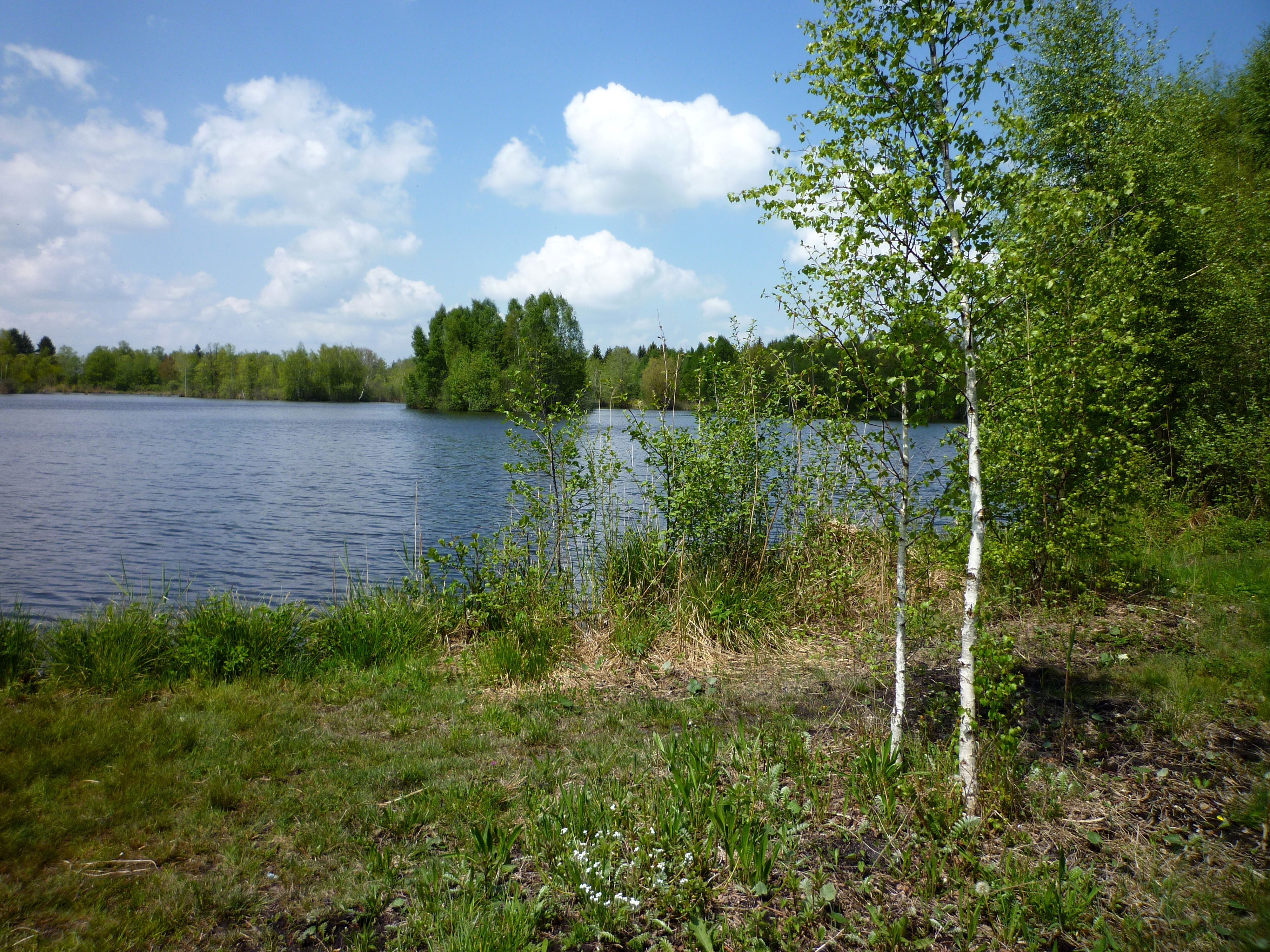
Im Pfrunger Ried

Innerhalb des Oberschwäbischen Hügellands sind zahlreiche Natur- und Landschaftsschutzgebiete ausgewiesen, besonders Sumpf- und Moorgebiete (Riede) und Gewässer (Weiher, Teiche, Quellen). Die größeren dieser Flächen, wie Pfrunger Ried, der Federsee oder Schreckensee, sind als FFH- und/oder Europäische Vogelschutzgebiete unter besonderen Schutz gestellt.
| Schutzgebietsanteile           | % Gesamtlandschaftsfläche |
| FFH-Gebiete                    | 6,75                      |
| Europäische Vogelschutzgebiete | 5,21                      |
| Naturschutzgebiete             | 2,57                      |
| Sonstige Schutzgebiete         | 1,70                      |
| Effektiver Schutzgebietsanteil | 9,76                      |

Stand: 2010